# XEV Yoyo
XEV Yoyo – elektryczny mikrosamochód produkowany pod włosko-hongkońską marką XEV od 2021 roku.

## Historia i opis modelu

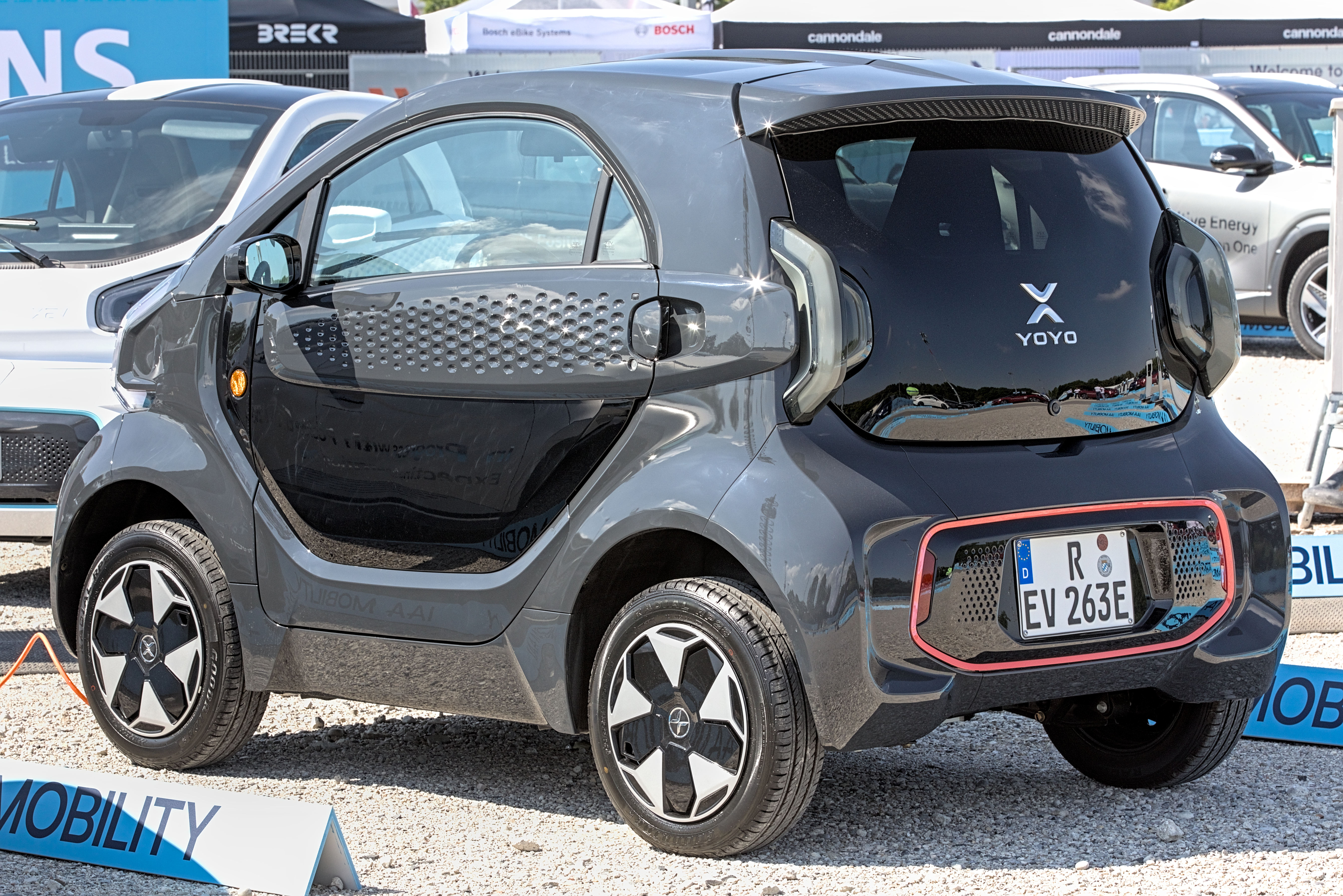
XEV Yoyo - tył

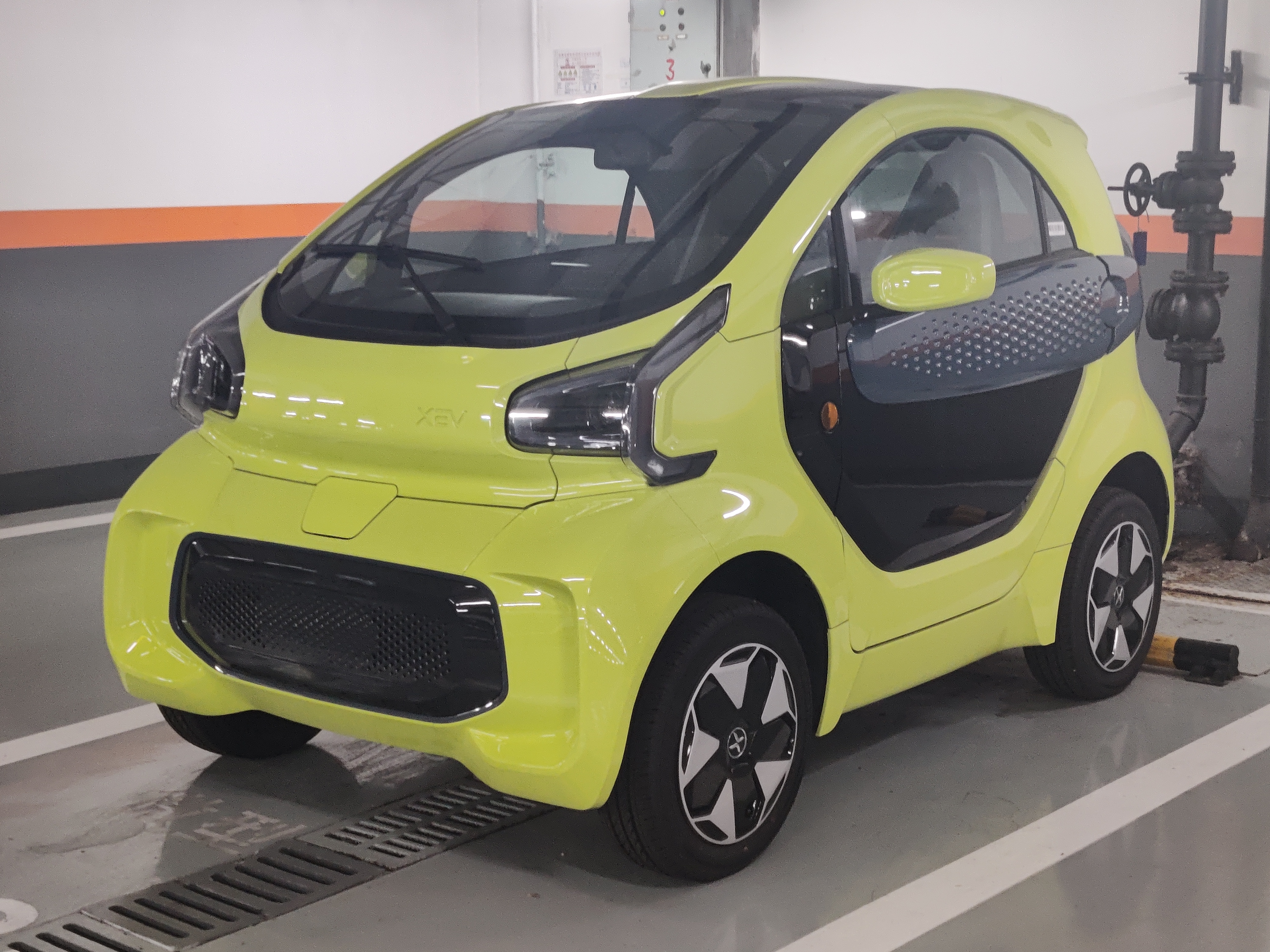
XEV Yoyo w Chinach

W grudniu 2019 roku startup XEV przedstawił przedprodukcyjny egzemplarz swojego pierwszego samochodu w postaci mikrosamochodu o napędzie w pełni elektrycznym, do którego wykonania wykorzystane zostały komponenty z tworzywa sztucznego wykonane w drukarce 3D.
Produkcyjny egzemplarz XEV Yoyo przedstawiono niecałe dwa lata później, we wrześniu 2021 roku, organizując debiut samochodu podczas wystawy samochodowej IAA 2021 w niemieckim Monachium. Samochód przyjął postać jednobryłowego, obłego hatchbacka z dużą powierzchnią przeszkloną, a także wysoko osadzonym oświetleniem wykonanym w technologii LED. 
Wśród elementów stanowiących seryjne elementy wyposażenia znalazła się m.in. klimatyzacja, system ABS, dach panoramiczny, elektrycznie sterowane szyby czy dwa głośniki. Bagażnik mikrosamochodu pozwala pomieścić do 180 litrów bagażu.

### Sprzedaż
Produkcja XEV Yoyo rozpoczęła się we wrześniu 2021 roku w chińskich zakładach XEV w Szanghaju, za główny rynek zbytu określając kraje Europy Zachodniej. Nie wliczając lokalnych dopłat rządowych, cena pojazdu wynosi 13 900 euro, stanowiąc odpowiedź na konkurencyjne projekty takich firm jak Citroën, Mobilize czy Opel.

### Dane techniczne
XEV Yoyo to samochód elektryczny, który wyposażony został w zestaw wymiennych baterii o pojemności 10,3 kWh. Pozwalają one na przejechanie w cyklu miejskim do 150 kilometrów na jednym ładowaniu, mogąc szybko kontynuować jazdę po wymianie akumulatorów w sieci dedykowanych stacji, które XEV planuje budować we współpracy z firmą ENI.